# Joseph Gerster-Roth
Joseph Gerster-Roth (* 4. Juni 1860 in Laufen, Kanton Basel-Landschaft; † 17. Oktober 1937 in Basel) war ein Schweizer Fabrikant, Autor und Volkskundler.

## Leben und Werk

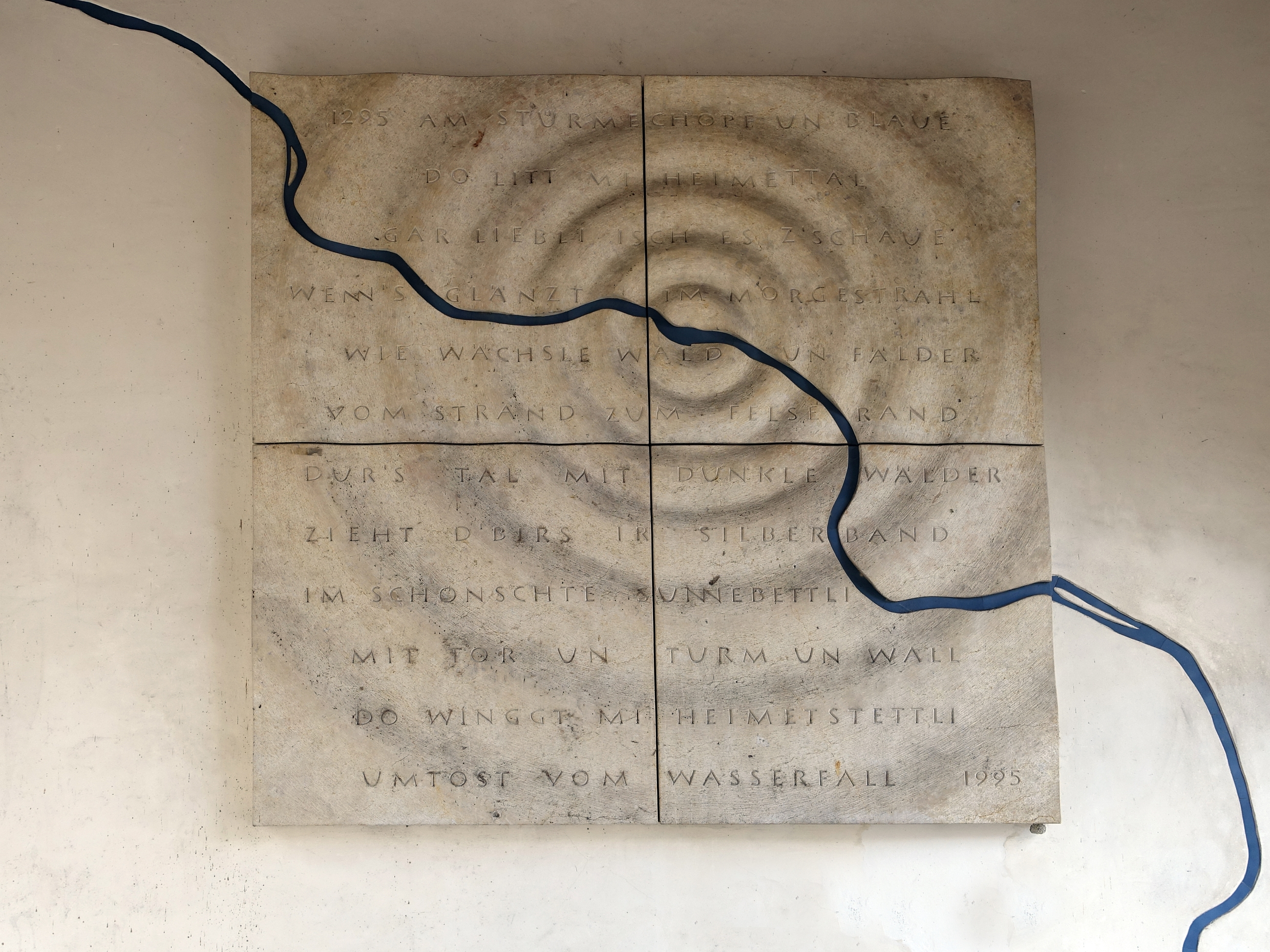
Gedicht von Joseph Gerster-Roth. Obertor in Laufen.

Joseph Gerster-Roth war der Sohn des Majors, Weinhändlers und Lokalpolitikers Joseph Ferdinand Gerster (1829–1880) und der aus Bonfol stammenden Wirtin Joséphine, geborene Richard.
Nach den Schulen in Laufen, Porrentruy und Basel absolvierte Gerster von 1876 bis 1877 die Handelsschule in Burgdorf und trat anschliessend ins väterliche Geschäft ein. Später war er Kaufmännischer Leiter und Teilhaber der «Kalk- und Gipsfabrik Gygi» in Bärschwil. 1892 gründete er zusammen mit Johann Spillmann und Albert Borer die Tonwarenfabrik Laufen und war deren erster Geschäftsführer und Direktor. Von 1888 bis 1896 war er als einziger der Katholisch-Konservativen Partei im Gemeinderat von Laufen vertreten. Zudem war er Mitglied des Burgerrates und Stadtburgerpräsident.
Gersten-Roth gründete in Laufen eine Kleinkinderschule und war Verwalter des Waisenhauses «Maria-Hilf». Er war ein Mitbegründer der Birsthaler Zeitung und verfasste zahlreiche volkskundliche und lokalhistorische Erzählungen und Gedichte. Zudem gilt er als Schöpfer der Laufentaler Tracht.
Gerster-Roth heiratete 1891 die aus Büsserach stammende Wirtin und Posthalterin Ida, geborene Roth. Zusammen hatten sie sechs Kinder. Ein Sohn war der Architekt und Denkmalpfleger Alban Gerster. Ein Enkel ist der Architekt, Denkmalpfleger und Autor Giuseppe Gerster (* 1938).

## Werke
- Joseph Gerster-Roth, 1860-1937. Das literarische und historische Gesamtwerk in sieben Bänden. Hrsg.: Lorenzo Gerster. Laufen [BE]: TTV, Tontafelverlag 1988. ISBN 390854100X.